# Giuseppe Valerga
Giuseppe Valerga (Loano, 9 aprile 1813 – Gerusalemme, 2 dicembre 1872) è stato un patriarca cattolico italiano.
Fu il primo Patriarca Latino di Gerusalemme ad insediarsi nella sede, ricostituita da Pio IX nel 1847 e che era vacante dal tempo delle crociate.

## Biografia

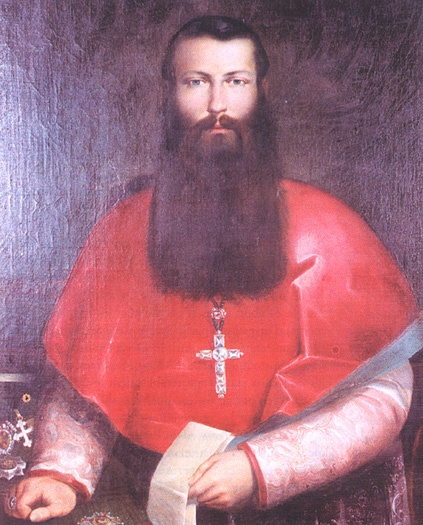
Ritratto del patriarca Valerga

### La nascita e gli studi
Nato a Loano il 9 aprile 1813, era il settimo di diciotto figli, nove dei quali morti in tenera età. Da bambino era difficoltoso all'allattamento al seno materno e non parlava. Tuttavia un giorno la sua lingua si sciolse come per prodigio.

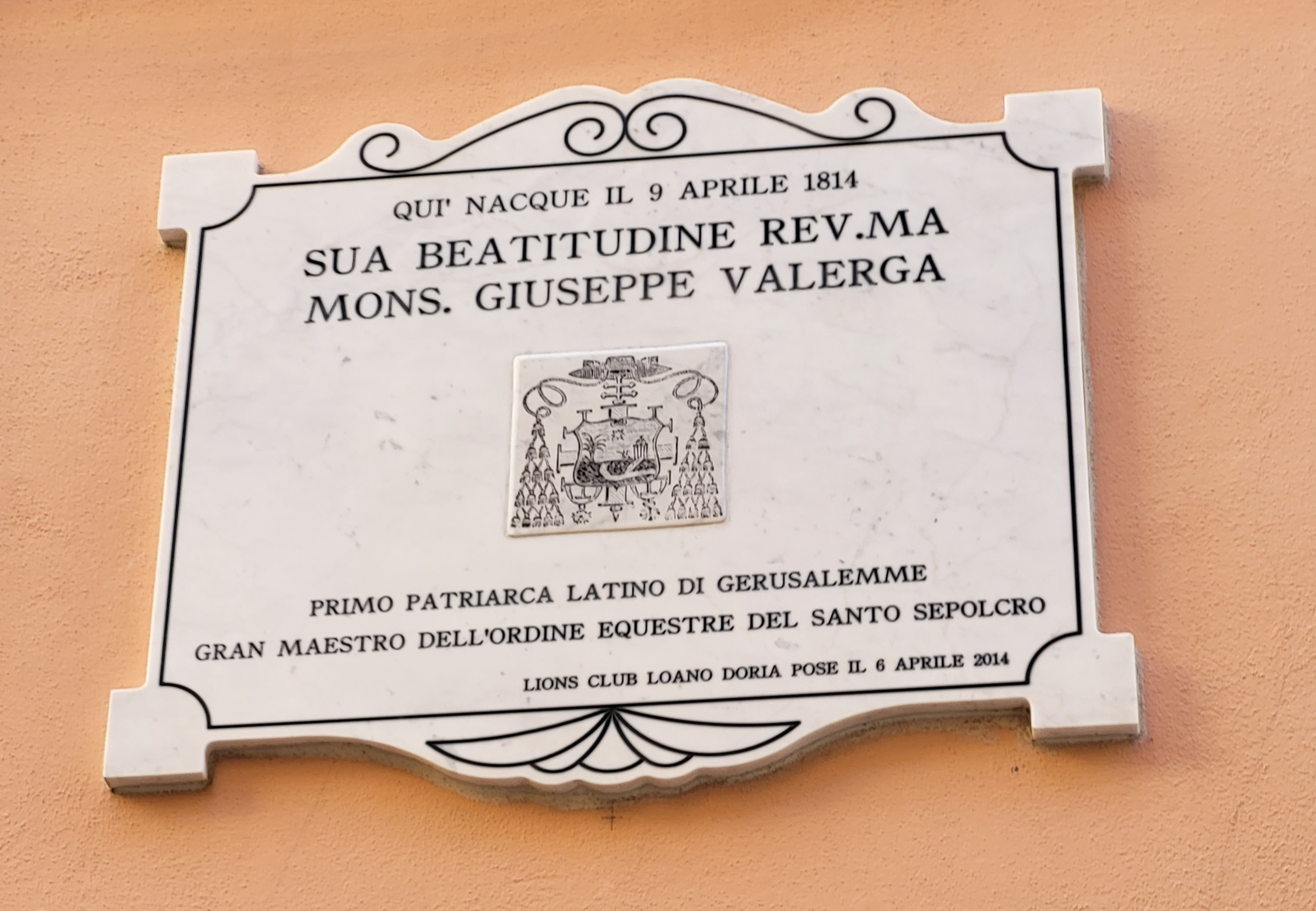
Targa che ne ricorda la nascita a Loano

Giunta l'età scolastica, la famiglia non aveva le possibilità economiche per farlo studiare presso i Padri delle Scuole Pie di Finalborgo. Ma una benefattrice lo mantenne nella propria casa permettendogli di frequentare la scuola. Al contempo Giuseppe maturava il suo sentimento cristiano: spesso andava in chiesa a pregare. Durante le vacanze tornava a casa, ma continuava a studiare, portandosi i libri anche al mare. In mare rischiò di perdere la vita due volte. La prima da bambino, un giorno in cui si spinse troppo al largo e fu salvato da un marinaio. La seconda da ragazzo, quando il mare si fece burrascoso mentre era in barca a pescare con alcuni amici.
Lo studio e il mare erano dunque le sue due più grandi passioni.
I suoi amici, che conoscevano altri svaghi, tentarono di trascinarlo una sera ad una festa, ma egli rimase inorridito dalle danze sfrenate. La sua integrità di spirito si manifestò dunque fin da giovane.
Al termine degli studi scolastici decise di entrare in seminario. Anche qui la retta intera era troppo alta per la famiglia, cosicché si dovette adattare alla retta ridotta, che prevedeva un trattamento peggiore nel vitto e alloggio. Tutti gli studenti del seminario in cui si trovava, ad Albenga, ricevevano comunque la medesima ottima preparazione teologica. Oltre a dedicarsi allo studio, Giuseppe si dilettava nella stesura di poesie. Il trattamento riservato agli studenti che pagavano la retta ridotta era però misero, soprattutto per quanto riguardava le razioni di cibo. un giorno esse risultarono così scarse da causare una sollevazione. I seminaristi "a retta ridotta" scelsero come portavoce Giuseppe, ma non riuscirono a fare nulla poiché il vescovo aveva già ricevuto la notizia. Per punizione furono costretti a cenare in ginocchio e Giuseppe fu sospeso per un anno dal seminario. Sarebbe stato riammesso solo a condizione del superamento di un esame che attestasse la sua preparazione e la sua buona condotta.

### Gli studi romani e la partenza per la Siria
Tornato a Loano continuò a studiare da solo, ma al termine dell'anno non volle sostenere l'esame per tornare in seminario. Ritenendo che ad Albenga i pregiudizi su di lui avrebbero minato i suoi studi, decise di trasferirsi a Roma con quattro dei suoi fratelli. Dopo aver superato mille peripezie e difficoltà, tra cui l'ottenimento del permesso dei genitori, del vescovo e del Comune di Loano, i cinque iniziarono i loro studi romani. Solo Giuseppe li concluse, laureandosi in teologia e diritto con menzione onorevole all'università "La Sapienza" di Roma. Nel frattempo aveva studiato anche l'arabo e l'ebraico. Venne ordinato sacerdote nel 1837 con dispensa dall'età. Dopo alcuni incarichi in Italia, era pronto per partire per le missioni in Medio Oriente che da sempre aveva sognato. Nel 1841 era in viaggio per la Siria.

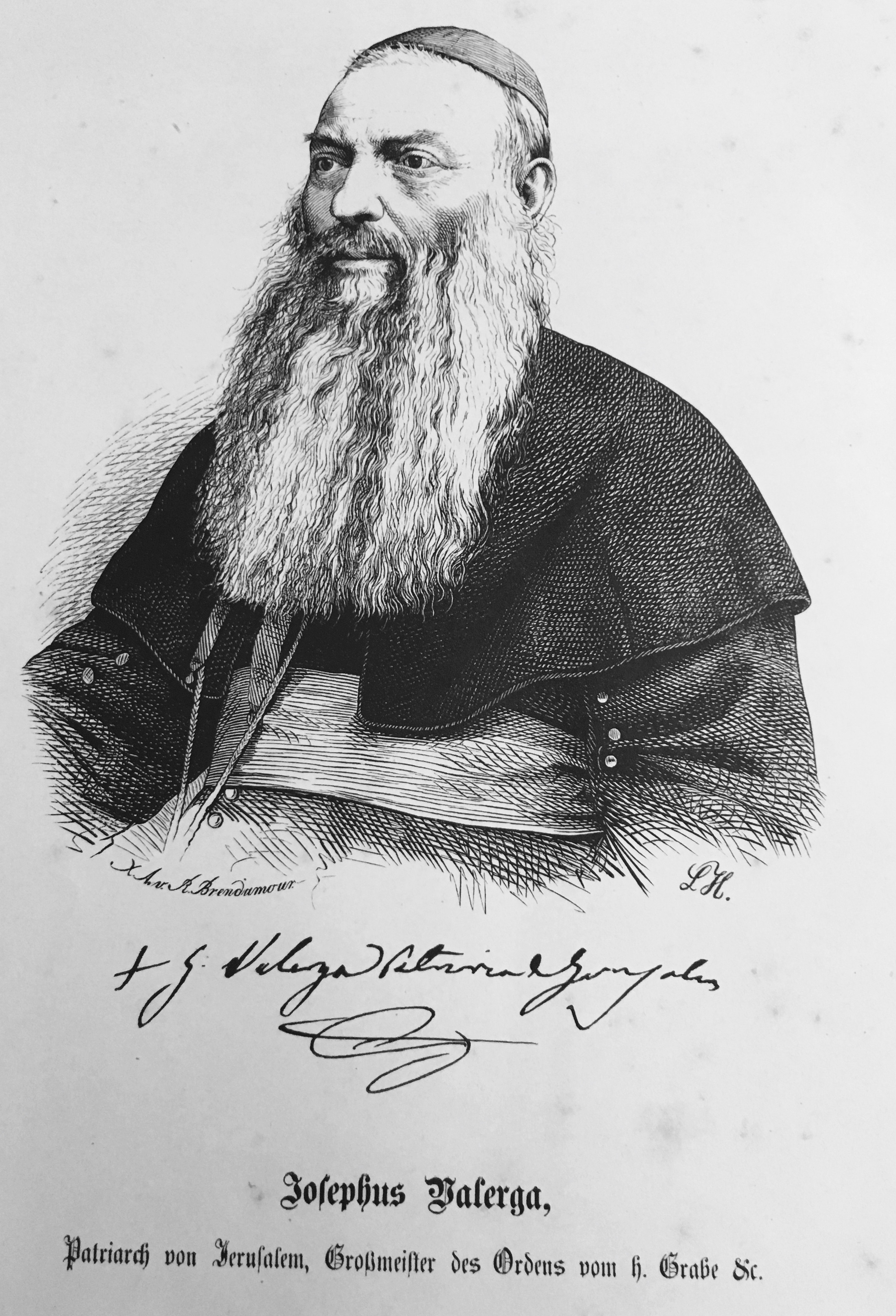
Ritratto e firma di Giuseppe Valerga, tratto dal libro L'Ordine del Santo Sepolcro di Jakob Hermens (Schwann'sche Verlagsbuchhandlung, Colonia e Neuss, 1870)

### L'attività missionaria
Appena sbarcato subì una delusione: nessuno capiva il suo Arabo letterario ed egli stesso non comprendeva l'Arabo parlato dalla gente del posto. Dopo essere stato segretario di mons. Vilardell, Delegato Apostolico di Aleppo per la Siria e la Mesopotamia, nonché Vicario generale per la Mesopotamia, si trasferì in una zona più interna del Medio Oriente, a Mossul, al confine con il Kurdistan. Là passò al servizio di mons. Trioche.

### L'attività patriarcale
Fu consacrato Patriarca nella cappella del Quirinale il 10 ottobre 1847, da papa Pio IX.
Dal 1847 fino alla sua morte è stato Gran Maestro dell'Ordine equestre del Santo Sepolcro di Gerusalemme.
Tra i suoi interventi si ricorda la costruzione della concattedrale di Gerusalemme, dedicata al Santissimo Nome di Gesù (dal 2022 procattedrale); la concattedrale fu istituita come sede della cattedra del patriarca del rito latino, ma la vera chiesa madre del Patriarcato di Gerusalemme è la basilica del Santo Sepolcro, la cui gestione è condivisa da diverse confessioni religiose cristiane. Costruì anche il Seminario di Beit Giala per la formazione dei futuri sacerdoti di terra santa. Partecipò, come padre conciliare, al Concilio Vaticano I, anticipando posizioni, circa il dialogo interreligioso, che saranno poi attuate nel secolo successivo.

### La morte
Largo di beneficenza verso i poveri, morì nel 1872, lo stesso anno della consacrazione della concattedrale, dove fu sepolto. Il papa aveva già deciso di crearlo cardinale nel 1873. Sarebbe dunque entrato come cardinale papabile nel conclave del 1878, da cui uscì Leone XIII. La stanchezza accumulata negli anni in seguito alla sua instancabile attività lo fece ammalare più volte. L'ultima fu il 24 novembre 1872. Morì dopo alcuni giorni di agonia il 2 dicembre 1872. Con lui si spegneva la luce che aveva fatto rinascere il Patriarcato Latino di Gerusalemme ed egli lasciava una grande eredità ai suoi successori. Nella grandezza del loro operato, essi ancora oggi godono dei frutti seminati da mons. Giuseppe Valerga.

## Genealogia episcopale e successione apostolica
La genealogia episcopale è:
- Cardinale Scipione Rebiba
- Cardinale Giulio Antonio Santori
- Cardinale Girolamo Bernerio, O.P.
- Arcivescovo Galeazzo Sanvitale
- Cardinale Ludovico Ludovisi
- Cardinale Luigi Caetani
- Cardinale Ulderico Carpegna
- Cardinale Paluzzo Paluzzi Altieri Degli Albertoni
- Papa Benedetto XIII
- Papa Benedetto XIV
- Cardinale Enrico Enriquez
- Arcivescovo Manuel Quintano Bonifaz
- Cardinale Buenaventura Córdoba Espinosa de la Cerda
- Cardinale Giuseppe Maria Doria Pamphilj
- Papa Pio VIII
- Papa Pio IX
- Patriarca Giuseppe Valerga

La successione apostolica è:
- Patriarca Vincenzo Bracco  (1866)
- Arcivescovo Nicolás Castells, O.F.M. Cap. (1866)
- Arcivescovo Francesco Domenico Reynaudi, O.F.M. Cap. (1868)
- Vescovo Zaccaria Fanciulli, O.F.M. Cap. (1872)